# Canale di Duncan
Il Canale di Duncan è una via d'acqua naturale che si trova in Alaska sud-orientale (Stati Uniti d'America), nell'Arcipelago Alessandro.

## Geografia
Penetra per circa 42 km la costa sud-orientale dell'isola di Kupreanof, formando così la penisola di Lindenberg.

## Storia
Il canale è stato mappato per la prima volta nel 1793 da James Johnstone, uno degli ufficiali di George Vancouver durante la spedizione del 1791-1795, e deve il suo nome al missionario inglese William Duncan.

## Turismo
Il Duncan Canal Portage è un popolare percorso escursionistico che attraversa la parte nord della penisola di Lindenberg.